# Sol (ngày trên sao Hỏa)

Trên sao Hỏa, thời gian 1 theo sau bởi thời gian 2 là độ dài của một ngày thiên văn. Thời gian 1 theo sau bởi thời gian 3 là độ dài của một ngày mặt trời hay một sol.

Sol (mượn từ tiếng Latin có nghĩa là Mặt Trời) là một ngày mặt trời trên sao Hỏa; nghĩa là  Ngày-sao Hỏa. Một Sol là khoảng thời gian rõ ràng giữa hai lần liên tiếp mặt trời quay về vị trí của cùng một kinh tuyến như được nhìn thấy bởi một vật quan sát từ trên sao Hỏa. Nó là một trong số vài đơn vị sử dụng để ghi chép thời gian trên sao Hỏa. Sol ban đầu được áp dụng vào năm 1976 khi có các sứ mệnh của các chuyến bay thám hiểm trong Chương trình Viking và hiện nay là một cách tính thời gian được NASA sử dụng chủ yếu khi, thí dụ, lập kế hoạch sử dụng xe tự hành trên sao Hỏa.

## Độ dài
Độ dài trung bình của một chu kỳ ngày đêm trên sao Hỏa là 24 giờ, 39 phút và 35,244 giây.
Chu kỳ quay thiên văn của sao Hỏa — nghĩa là sự quay của nó so sánh với các định tinh hay các ngôi sao cố định (fixed stars)- là chỉ 24 giờ, 37 phút và 22,66 giây. Ngày mặt trời kéo dài hơn 1 ít vì quỹ đạo quay quanh mặt trời đòi hỏi nghiêng ra xa 1 ít trên trục của nó.

## Sử dụng cho việc điều hành các chuyến xe tự hành trên sao Hỏa
Khi các xe tự hành không gian bắt đầu hoạt động trên sao Hỏa, ngày sao Hỏa trôi qua được đánh dấu bằng cách đơn giản là đếm số. Hai sứ mệnh Viking, Mars Phoenix và xe tự hành thuộc Phòng thí nghiệm khoa học Sao Hỏa có tên là Curiosity tính ngày sao Hỏa dựa theo mỗi khi xe tự hành đáp xuống là ngày 0 hay "Sol 0". Cũng tính tương tự như vậy đối với sứ mệnh InSight. Tuy nhiên đến Mars Pathfinder và hai xe tự hành khám phá sao Hỏa là Spirit và Opportunity thì lại tính ngày đáp xuống sao Hỏa là ngày 1 hay "Sol 1".
Mặc dù các sứ mệnh xe tự hành có hai lần diễn ra theo từng cặp nhưng không có nỗ lực nào được đưa ra để đồng bộ cách tính ngày sao Hỏa cho hai xe tự hành trong cùng 1 cặp. Thế nên, chẳng hạn, mặc dù xe tự hành Spirit và xe tự hành Opportunity được phóng đi để hoạt động ngay trên sao Hỏa nhưng mỗi chiếc tính ngày đáp xuống sao Hỏa là "Sol 1" khác nhau vì thế lịch trình của chúng sắp xỉ 21 sol chênh lệch nhau.